# سيد هاتشسون
سيد هاتشسون (بالإنجليزية: Syd Hutcheson)‏ هو لاعب كرة قدم أسترالية أسترالي، ولد في 5 أكتوبر 1897 في واجا واجا في أستراليا، وتوفي في 2 يناير 1978 في Prahran ‏ في أستراليا.

## وصلات خارجية
- سيد هاتشسون على موقع AustralianFootball.com (الإنجليزية)
- سيد هاتشسون على موقع AFLtables.com (الإنجليزية)